# Reithrodontomys darienensis
Reithrodontomys darienensis es una especie de roedor de la familia Cricetidae.

## Distribución geográfica
Se encuentra sólo en Panamá. 